# Ursula Möckel
Ursula Möckel, bis 1972 Ursula Sapp (* 5. Oktober 1951 in Eslohe (Sauerland)), ist eine ehemalige deutsche Wasserspringerin.

## Karriere
Ursula Sapp begann 1963 mit dem Wasserspringen. Bis 1972 sprang sie für den VfL Gummersbach. Nach ihrer Heirat wechselte sie 1973 zum SV Neptun Aachen 1910. Vom 3-Meter-Brett war sie 1970, 1971, 1973, 1974 und 1976 Deutsche Meisterin. Zudem wurde sie 1973 und 1974 Meisterin vom Zehn-Meter-Turm. Dreimal gewann sie die Kombinationswertung und 1976 wurde sie Meisterin vom Ein-Meter-Brett. Bei den Hallen-Meisterschaften siegte sie 1976 im Kunstspringen sowie 1973 und 1974 im Turmspringen.
1967 debütierte Sapp in der Nationalmannschaft. Bei den Olympischen Spielen 1972 in München sprang Sapp in der Vorrunde des Turmspringens zum 24. Platz unter 27 Teilnehmerinnen. Bei den Weltmeisterschaften 1973 und 1975 trat Möckel jeweils sowohl im Kunstspringen als auch im Turmspringen an und wurde 14. bis 17., das Finale erreichte sie nicht. Bei den Olympischen Spielen 1976 in Montreal wurde sie im Kunstspringen 10. unter 27 Springerinnen. Fünf Tage später erreichte sie in der Qualifikation vom Turm den 17. Platz unter 25 Teilnehmerinnen.